# Via dei Mille
La Via dei Mille es una importante calle comercial de Nápoles, en Italia, situada en el barrio de Chiaia. Famosa por las compras de élite y por la presencia de tiendas de importantes casas de moda, está dedicada a los Mil, los soldados garibaldinos que en 1860 participaron en la Expedición a la que dieron nombre y lograron la unificación de las provincias del Mezzogiorno al Reino de Italia.

## Historia
La carretera se inauguró en 1885 en el marco del Risanamento de Nápoles. Concretamente, la apertura de la Via dei Mille formaba parte del plan de reurbanización del barrio de Rione Amedeo. Constituía una continuación de la Via Vittoria Colonna (construida a finales de 1870), con el objetivo de conectar la Piazza Principe Amedeo con la Via Chiaia, ampliando la vía ya existente, dominada por residencias nobiliarias como el Palazzo d'Avalos del Vasto y el Palazzo Carafa di Roccella.

## Descripción
La calle cuenta con edificios modernistas construidos a principios del siglo XX por el arquitecto Giulio Ulisse Arata (en particular, el edificio del número 45-47 y el Palazzo Leonetti). Otros edificios de principios del siglo XX son el Palazzo Spinelli, situado en el número 16, y el Palazzo Petriccione di Vadi, situado en el número 1, ambos de estilo neoclásico.
La Via dei Mille se une en el Palazzo Mannajuolo con la Via Gaetano Filangieri, también caracterizada por la arquitectura modernista y la presencia de tiendas de lujo.

## Galería de imágenes

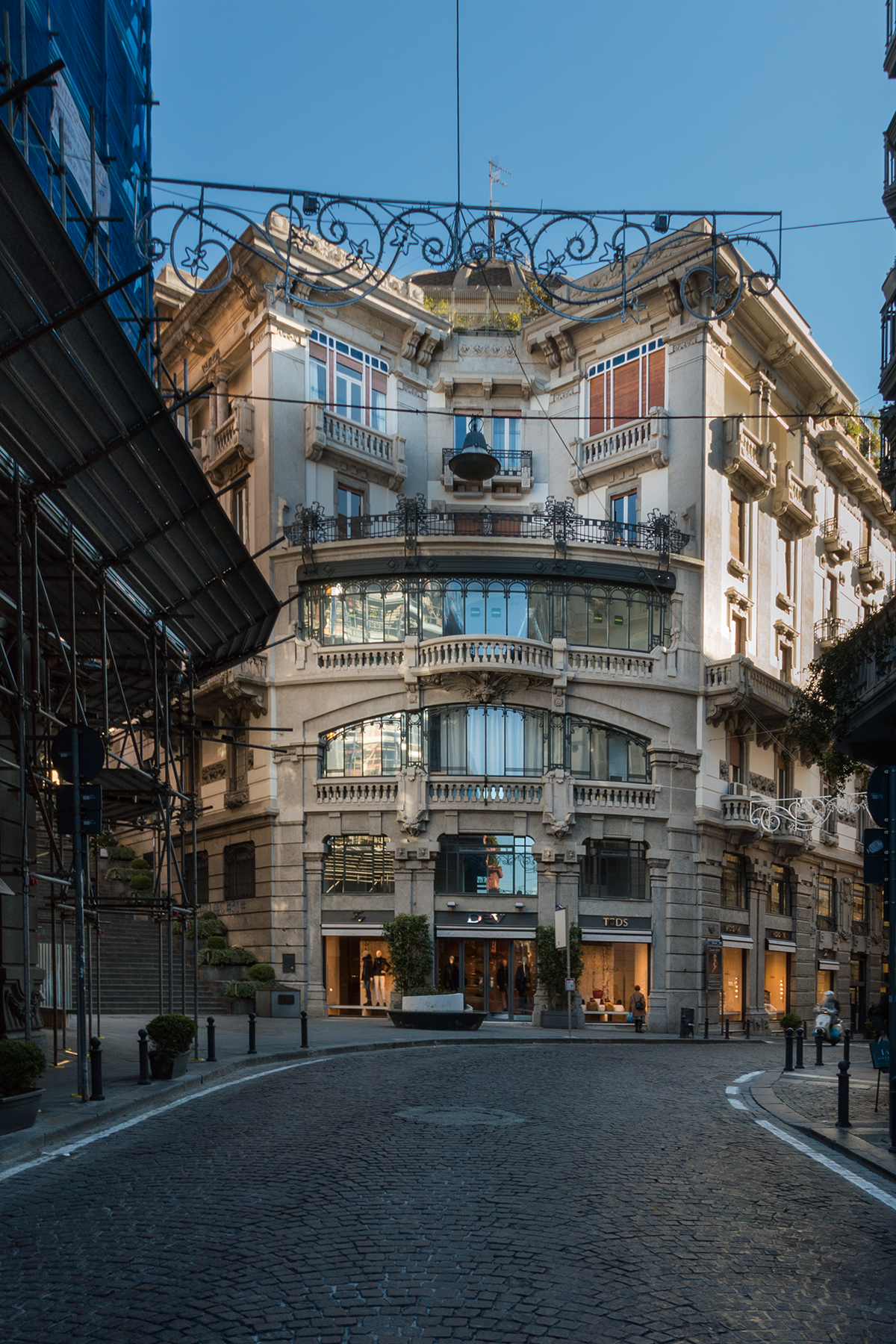
Vista de la via dei Mille, con el Palazzo Mannajuolo al fondo. A la izquierda, la Escalinata Francesco d'Andrea, que conecta la Via dei Mille con las Rampas Brancaccio; a la derecha, la continuación del trazado de la calle en Via Gaetano Filangieri.
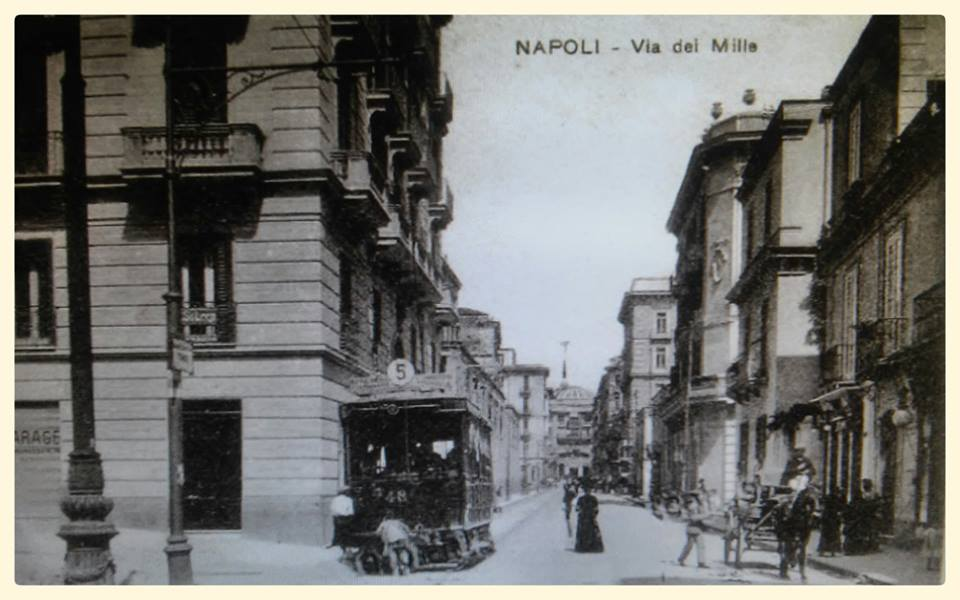
Via dei Mille en una foto de época, tomada en la intersección con Via Mariano d'Ayala.
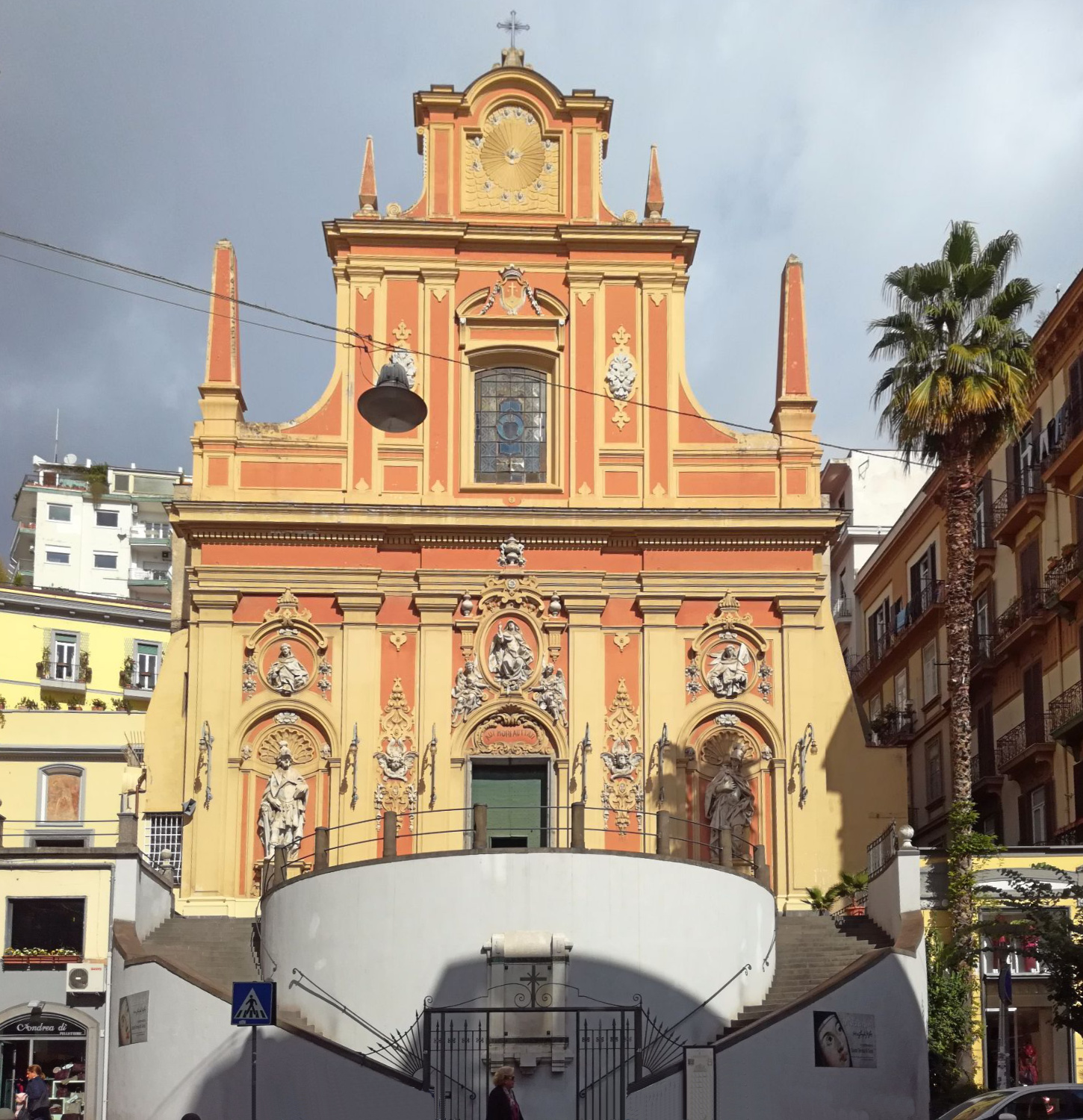
Iglesia de Santa Teresa a Chiaia, situada en el punto de encuentro de Via dei Mille y Via Vittoria Colonna.
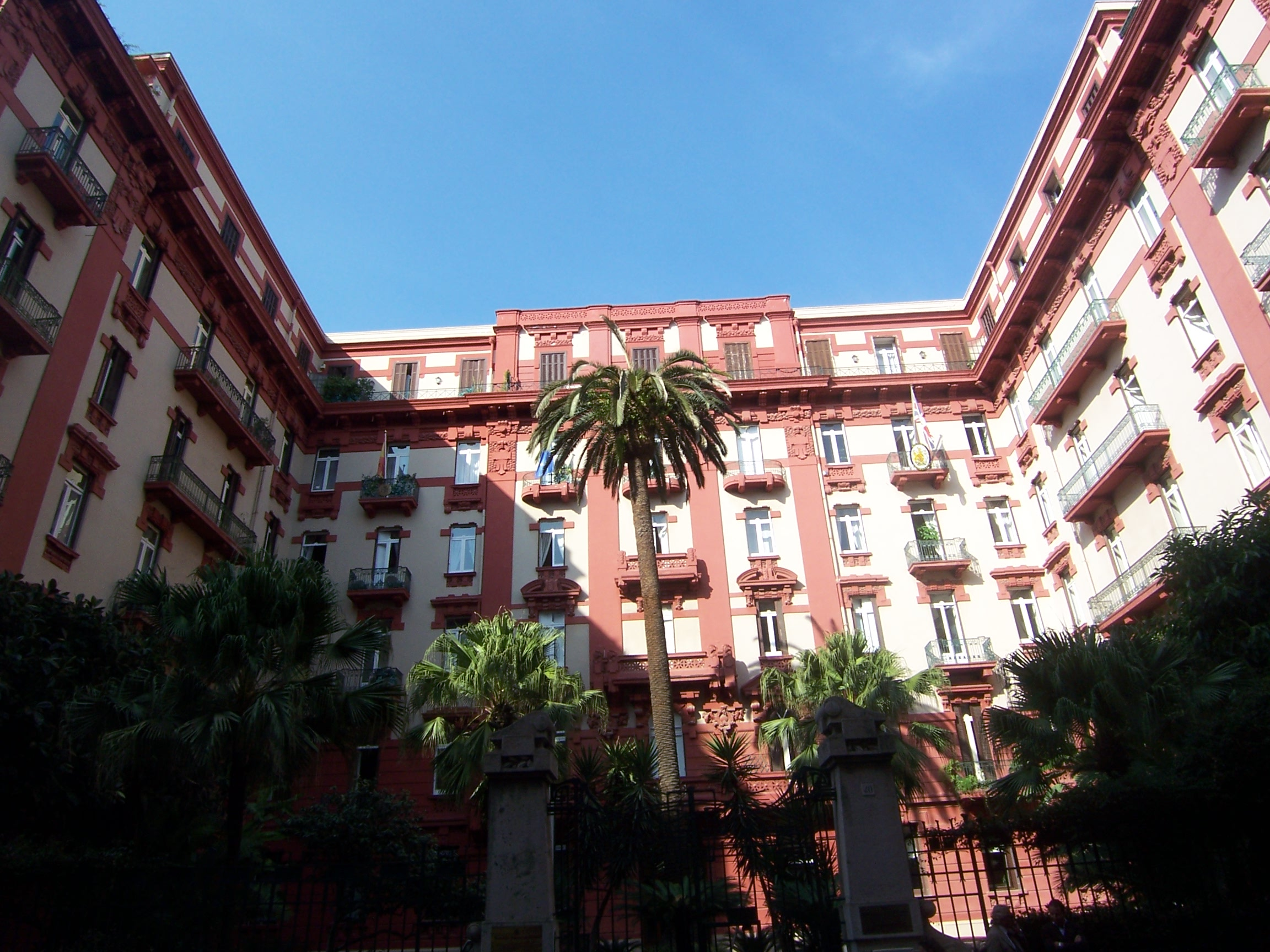
Palazzo Leonetti, ubicado en Via dei Mille, 40. Edificio de estilo modernista de principios del siglo XX, es sede del Consulado Británico y del Consulado Español.
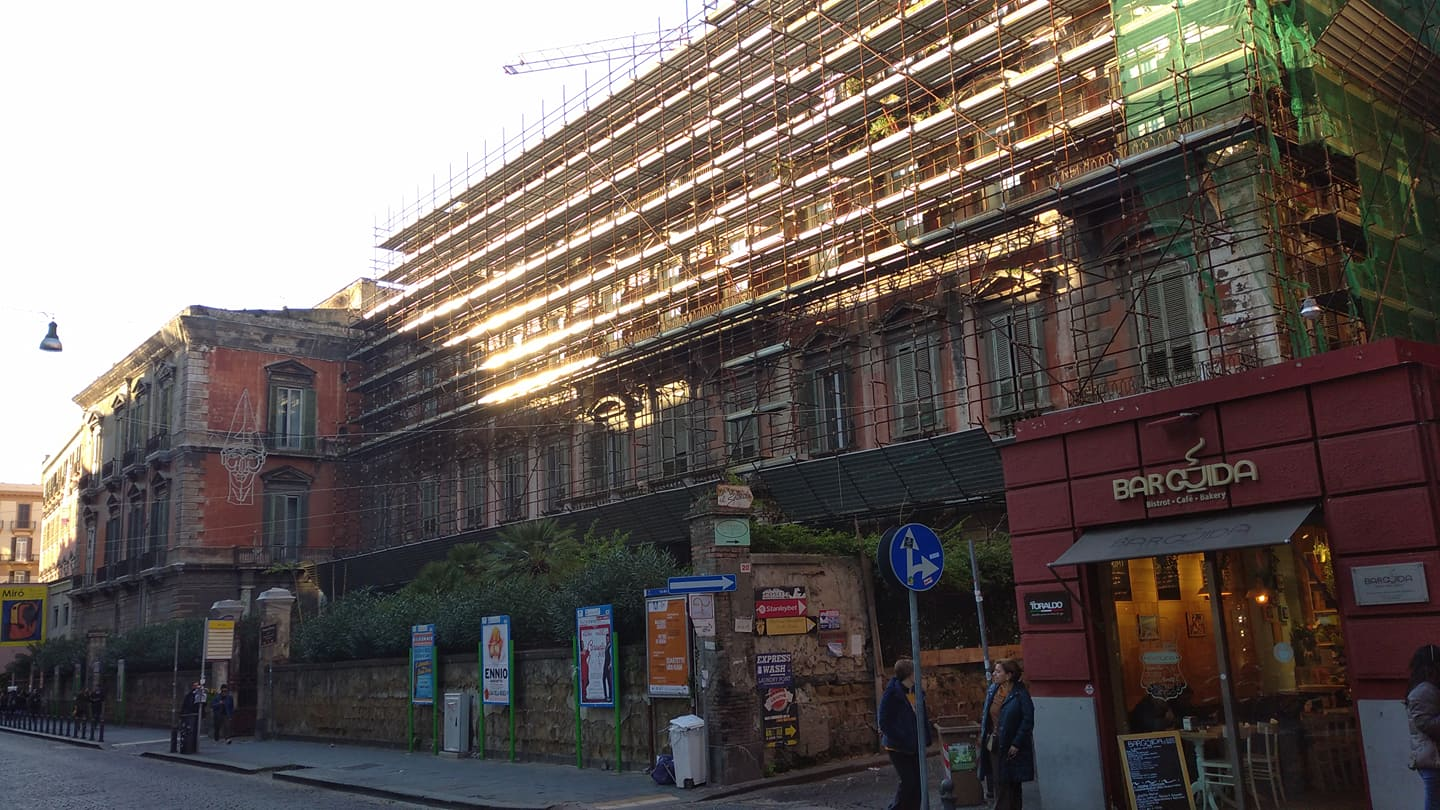
Palazzo d'Avalos del Vasto, ubicado en Via dei Mille, 48-50. El edificio fue construido en el siglo XVI por iniciativa de Fernando Francisco d'Avalos y su esposa Victoria Colonna. Asumió su aspecto actual como resultado de las extensas obras de reforma llevadas a cabo por Mario Gioffredo y continuadas por Pompeo Schiantarelli durante la segunda mitad del siglo XVIII.
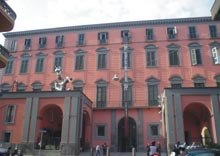
Palazzo Carafa di Roccella, ubicado en Via dei Mille, 60. El edificio alberga en su interior el museo de arte contemporáneo PAN.